# Gora Most
Gora Most är ett berg i Antarktis. Det ligger i Östantarktis. Australien gör anspråk på området. Toppen på Gora Most är 508 meter över havet.
Terrängen runt Gora Most är huvudsakligen kuperad. Trakten är obefolkad. Det finns inga samhällen i närheten.